# Georges Schwizgebel

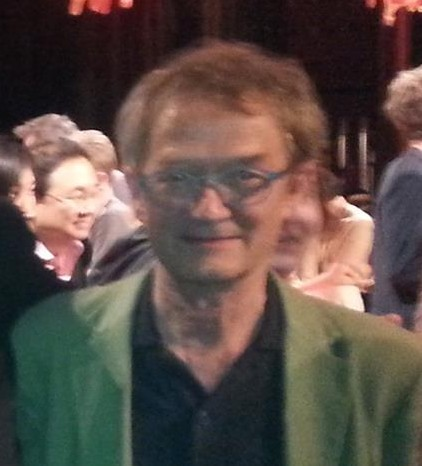
Georges Schwizgebel, 2017

Georges Schwizgebel (* 28. September 1944 in Reconvilier, Schweiz) ist ein Animationsfilmer, der für seine Werke mehrere Preise gewann.

## Leben
Schwizgebel wurde 1944 im französischsprachigen Teil der Schweiz geboren. In den Jahren von 1960 bis 1965 studierte er in Genf an der École des Beaux-Arts et des Arts Décoratifs. Nach Tätigkeiten bei einer Werbeagentur gründete er 1971 zusammen mit Claude Luyet und Daniel Suter das GDS-Studio, in dem er kleine Animationsfilme erschuf sowie sich für die grafische Gestaltung von Plakaten und Werbematerialien verantwortlich zeigte.
1983 ging Schwizgebel für ein Jahr auf die Fudan-Universität nach Shanghai, um die chinesische Sprache zu studieren. Von 1986 bis 1995 folgten mehrere Ausstellungen, u. a. in Nürnberg, Stuttgart, Tokio, Osaka, Paris und New York. 2002 gewann er den Schweizer Filmpreis für La jeune fille et les nuages. Sein Animationsfilm L'Homme sans ombre (Der Mann ohne Schatten) aus dem Jahr 2004 wurde vielfach ausgezeichnet.
Schwizgebel arbeitet ohne Computertechnik und zumeist allein. Für eine Sekunde Filmmaterial malt er zwölf Bilder, wodurch er für einen sechsminütigen Film bis zu vier Jahre benötigt.
2018 wurde er in die Academy of Motion Picture Arts and Sciences berufen, die jährlich die Oscars vergibt.

## Filmografie
- Patchwork (1970)
- Le Vol d'Icare (1974)
- Perspectives (1975)
- Hors-jeu (1977)
- Le Ravissement de Frank N. Stein (1982)
- 78 Tours (1985)
- Nakounine (1986)
- Academy Leader Variations (1987)
- Le Sujet du tableau (1989)
- La Course à l'abîme (1992)
- L'année du daim (1995)
- Zig-Zag (1996)
- Fugue (1999)
- La Jeune Fille et les Nuages (2000), Prix du cinéma Suisse 2002.
- L'Homme sans ombre (2004)
- Jeu (2006)
- Retouches (2008)
- Romance (2011)
- Chemin faisant (2012)
- 1/3/10 (2012)
- Erlkönig (2015)
- La bataille de San Romano (2017)